# Barugh (South Yorkshire)
Barugh – wieś w Anglii, w hrabstwie ceremonialnym South Yorkshire, w dystrykcie metropolitalnym Barnsley. Leży 21 km na północ od miasta Sheffield i 248 km na północ od Londynu.